# 氮化锌
氮化锌是一种无机化合物，化学式为Zn3N2。纯的氮化锌的结构属于立方晶系。

## 制备
氮化锌可以通过氨基锌的在无氧环境中的热分解（200℃）得到，此反应的副产品是氨气。
3Zn(NH2)2 → Zn3N2 + 4NH3
氮化锌也可以在600℃用锌粉和氨反应得到，反应会产生氢气：
3Zn + 2NH3 → Zn3N2 + 3H2
但在实际反应中，会有锌挥发而损失掉。

## 化学性质
氮化锌和水剧烈反应，生成氨和氧化锌：
Zn3N2 + 3H2O → 3ZnO + 2NH3
有资料则说“氮化锌可以缓慢水解，生成氢氧化锌和氨。”
氮化锌可溶于盐酸。 也可以可逆地和金属锂发生电化学反应。
氮化锌在空气中加热即被氧化。和氢在400℃以上反应，得到锌和氨。另外，它和氮化镁(Mg3N2)与氮化锂(Li3N)相似，它的熔点很高。

## 用途
氮化锌薄膜可作光学材料。

## 扩展阅读
- Futsuhara, M.; Yoshioka, K.; Takai, O. . Thin Solid Films (Elsevier). 1998, 322 (1): 274–281. Bibcode:1998TSF...322..274F. doi:10.1016/S0040-6090(97)00910-3.
- Lyutaya, M. D.; Bakuta, S. A. . Powder Metallurgy and Metal Ceramics (Springer). 1980, 19 (2): 118–122. doi:10.1007/BF00792038.

## 额外链接
- Material Safety Data Sheet from GFS Chemicals